# Sasami-san@Ganbaranai
Sasami-san@Ganbaranai (яп. ささみさん@がんばらない Сасами-сан гамбаранай) — серия ранобэ Акиры, выходящая с 2009 года. С октября 2012 года до сентября 2013 выпускалась манга-адаптация. Кроме этого, зимой 2013 года транслировался 12-серийный аниме-сериал.

## Сюжет
После того, как Аматэрасу надоело заниматься миром, она передала свои силы Ниниги но Микото, в расчете вернуться к работе после его смерти. Однако, прибегнув к инбридингу, Ниниги смог передать полученные силы своему потомку. Так как Аматэрасу была вполне довольна тем как люди управлялись с миром, она не стала вмешиваться и заняла позицию наблюдателя. В наши дни унаследованная от Аматэрасу сила хранится в роде Цукуёми. Дабы очередной наследник не использовал божественную силу в личных целях, его воля с детства подавляется посредством наркотиков. Однако, нынешняя наследница силы Аматэрасу, Сасами, сбегает вместе с братом из храма дабы жить обычной жизнью. В этом ей помогает Аматэрасу, приглядывающая за своей преемницей.

## Персонажи
Сасами Цукуёми (яп. 月読 鎖々美 Цукуёми Сасами) — главная героиня, нынешняя наследница силы Аматэрасу. В начале является хикикомори, постоянно следящей за своим братом через специальную систему наблюдения. Позднее начинает ходить в школу. Впоследствии отдаёт силу Аматэрасу своей матери, чтобы самой пока что насладиться обычной мирной жизнью. 
Сэйю: Кана Асуми
Камиоми Цукуёми (яп. 月読 神臣 Цукуёми Камиоми) — брат Сасами (хотя на самом деле приходится ей дядей, так как является братом матери Сасами), постоянно скрывающий своё лицо. Влюблён в Сасами и дома берёт на себя все хлопоты, включая одевание, умывание и кормление Сасами. Работает учителем в школе Сасами. 
Сэйю: Хотю Оцука
Цуруги Ягами (яп. 邪神 つるぎ Ягами Цуруги) — Аматэрасу, выступающая в роли школьной учительницы Сасами; истинная богиня Аматэрасу, которая отдала свою силу обычному человеку (предку Сасами), так как устала заботиться о сохранности мира людей. Сэйю: Тива Сайто
Кагами Ягами (яп. 邪神 かがみ Ягами Кагами) — киборг, созданный из части Аматэрасу и ставшая её сестрой. Постепенно в ней зарождаются чувства, свойственные людям. Является первой подругой Сасами. Очень любит кроликов и поспать. 
Сэйю: Кана Ханадзава
Тама Ягами (яп. 邪神 たま Ягами Тама) — младшая из сестер Ягами. Богиня, созданная Аматэрасу как её следующая наследница (богиня нового поколения); является божеством обжорства, способным съесть всё. 
Сэйю: Ай Нонака